# Новогребельська сільська рада (Бородянський район)
| Новогребельська сільська рада — колишній орган місцевого самоврядування у Бородянському районі Київської області з адміністративним центром у с. Нова Гребля. Водоймища на території, підпорядкованій даній раді: річка Здвиж. Сільській раді підпорядковані населені пункти: - с. Нова Гребля - с. Вабля |

## Склад ради
Рада складається з 12 депутатів та голови.

### Керівний склад ради
| ПІБ                        | Основні відомості                                                                  | Дата обрання | Дата звільнення |
| -------------------------- | ---------------------------------------------------------------------------------- | ------------ | --------------- |
| Решетнікова Ганна Іванівна | Сільський голова, 1961 року народження, освіта, член Соціалістичної партії України | 26.03.2006   | 31.10.2010      |
| Решетнікова Ганна Іванівна | Сільський голова, 1961 року народження, освіта вища, член Партії регіонів          | 31.10.2010   |                 |

Примітка: таблиця складена за даними джерела